# 尾山達己
尾山 達己（おやま たつみ、1929年4月8日 - ）は、日本の実業家。

## 経歴
山口県出身。1952年に早稲田大学第一文学部を卒業し、同年に西日本新聞社に入社。
1958年4月にテレビ西日本に転職し、報道制作局長、取締役、放送制作本部長、常務、専務を経て、1991年6月に副社長に就任。1996年6月から1999年6月までに社長を務めた。
西日本新聞社監査役、取締役も務めた。著書に「あゝ鶴よ 私のテレビドキュメンタリー」がある。
2005年4月に旭日中綬章を受章。